# ساركوما دبقية

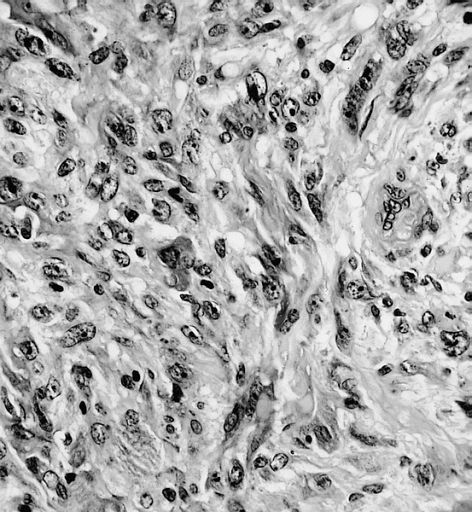
فحص مجهري لساركوما دبقية

الساركوما الدبقية نوع نادر من الورم الدبقي، وهي سرطان دماغي ينشأ من خلايا الدماغ الدبقية (الداعمة)، التي تدعم وظيفة العصبونات. الساركوما الدبقية سرطان خبيث، وتعرف بأنها ورم أرومي دبقي يتكون من مكونات دبقية وساركومية. تصنف الساركوما الدبقية الأولية على أنها ورم من الدرجة الرابعة ونوع فرعي من الورم الأرومي الدبقي متعدد الأشكال في نظام تصنيف منظمة الصحة العالمية لعام 2007. بسبب عدم وجود معايير تشخيصية محددة وواضحة، استُخدمت كلمة «الساركوما الدبقية» بشكل متكرر للإشارة إلى الأورام الدبقية ذات الصفات الخلوية الميزانشيمية، مثل القدرة على صنع الكولاجين والريتيكولين.
تشير التقديرات إلى أن الساركوما الدبقية تشكل نحو 2.1% من جميع الأورام الأرومية الدبقية. معظم الأورام الدبقية لا تعطي نقائل خارج المخ، إلا أن الساركوما الدبقية تميل لإعطاء النقائل، وأكثر المناطق إصابة بالنقائل الرئتان بالطريق الدموي، وكذلك الكبد والعقد اللمفاوية.
أشيع مناطق الإصابة بالساركوما الدبقية الفص الصدغي والفص الجبهي.

## الآلية المرضية
اقترحت التقارير المبكرة أن الأوعية الدموية مفرطة التنسج التي تُشاهد كثيرًا في الأورام الدبقية عالية الدرجة خضعت لتغير تنشؤي لتشكل المكونات الساركومية في الورم. اقترح فيكن أن الشرايين مفرطة التنسج والمكونات الساركومية المحيطة بالأوعية تدعم نظرية «الاصطدام الورمي». دعمت الدراسات التي تناولت الحساسية النسيجية لواسمات البطانة الوعائية في المكون الساركومي مثل العامل CD34، عامل فون ويلبراند، والعامل الثامن هذه النظرية. تشير وجهة نظر بديلة اكتسبت الدعم مؤخرًا إلى أن أصل مكوني الساركوما الدبقية وحيد النسيلة، إذ ينتج المكون الساركومي من التمايز غير الطبيعي للحمة المتوسطية (الميزانشيمية) الدبقية الخبيثة. تبين أن المكونات الدبقية والساركومية تحمل تغيرات متماثلة في الجين p53، وفقًا لنتائج بيرنات وزملائه. في كلا المكونين السرطانيين، وجد ريس وزملاؤه تراكمات نووية متشابهة في الجين p53، وحذفًا في p16، وطفرات في PTEN، وتضخيمًا في CDK4. ولاحظ علماء آخرون أن مكونَي الساركوما الدبقية يبديان تغيرات جينية متشابهة وتشوهات كروموسومية من النوع الذي غالبًا ما يُشاهد في الورم الأرومي الدبقي متعدد الأِشكال.

## الخصائص السريرية
الساركوما الدبقية نادرة؛ معدل الإصابة أقل بنسبة 1.8 إلى 2.8% مقارنة بالورم الأرومي الدبقي متعدد الأشكال. تصيب الساركوما الدبقية الأولية الأطفال بعمر 6 إلى 7 سنوات، وهي أكثر شيوعًا عند الذكور منها في الإناث (بنسبة 1.4-1.8: 1). العلامات والأعراض المُبلغ عنها، مثل فقدان القدرة على الكلام، والصداع، والشلل النصفي، والنوبات الاختلاجية، والتراجع المعرفي، تتعلق بمكان الورم وتشبه أعراض وعلامات الورم داخل الجمجمة سريع التطور. توصل الكثير من الباحثين إلى استنتاج مفاده أن هذه الأورام متطابقة سريريًا مع الأورام الأرومية الدبقية متعددة الأشكال بسبب أوجه التشابه السريري بينها.

## التصوير
في التصوير المقطعي المحوسب، قد يظهر الورم على شكل آفة متجانسة التعزيز عالية الكثافة محددة الحواف، مقلدًا مظهر الورم السحائي، أو بشكل آفة ذات مناطق نخرية كبيرة وتعزيز غير متجانس تشبه مظهر الأورام الأرومية الدبقية متعددة الأشكال. الوذمة الواضحة المحيطة بالورم هي سمة مميزة تشاهد كثيرًا عند تصوير الساركوما الدبقية بالرنين المغناطيسي.

## الانتقال
نادرًا ما تنتقل الساركوما الدبقية والأورام الدبقية الدماغية الأخرى خارج الدماغ. وصف عدد من المؤلفين حالات ظهرت فيها بؤر نقيلية تحتوي مكونات دبقية وساركومية، وأبلغ آخرون عن بؤر نقيلية تتكون بالكامل من المكون الساركومي. تظهر معظم نقائل الساركوما الدبقية في الرئة والكبد، وتوجد تقارير عن ظهور النقائل في أماكن أخرى، من هذه الأماكن النخاع الشوكي للعمود الفقري الرقبي.